# Битва за Мисурату

Ситуация на 15 мая 2011 г.

Уничтоженная БМП сторонников Каддафи

Би́тва за Мисура́ту (осада Мисураты) — одно из сражений в ходе гражданской войны в Ливии. Мисурата — третий по числу жителей город Ливии с населением около полумиллиона человек. В 200 километрах к западу от него лежит бывший главный оплот сил Муаммара Каддафи — столица страны Триполи. На таком же расстоянии к востоку находится Сирт — родной город Каддафи. После начала восстания, силы, лояльные Каддафи, успешно вернули контроль почти над всеми городами на западе страны, таким образом Мисурата осталась единственным крупным центром повстанцев в Триполитании, не считая ряда районов в горах Нафуса. Город стал ареной одного из самых долгих и кровопролитных сражений за всю войну, которое порой сравнивают с Битвой за Сталинград во время Второй мировой войны. Во время осады города в нём проходили ожесточённые бои, и он каждый день подвергался интенсивным обстрелам. Кроме того, был сильно затруднён доступ в порт города, что дало основания сравнить сражение с Битвой за Кёнигсберг. После начала вмешательства сил ООН в войну, командование НАТО заявило, что деблокада города, который находился в окружении является одним из приоритетов. Битва считается самой долгой и кровопролитной за всю войну. В конце апреля — начале мая повстанцы провели ряд успешных наступательных операций отвоевав город и к 15 мая заняли военную базу правительственных сил и район аэропорта к югу от города.

## Битва за город

### Повстанцы занимают город и базу ВВС
18 — 26 февраля
Первые демонстрации против правительства Каддафи, в которых принимало участие несколько десятков человек, по-видимому, начались в городе 17 февраля, однако они были разогнаны и протестующие были арестованы. Аресты вызвали возмущения местных жителей, которые вновь вышли на митинги, гораздо более многочисленные, однако силы безопасности открыли огонь по демонстрантам. При этом другие источники сообщают, что события начались 19 февраля. Так или иначе, битва за город почти сразу приняла форму сражения между повстанцами и лоялистами. К 23 февраля силы оппозиции сумели полностью изгнать из города лояльные правительству силы безопасности и установить контроль над городом. За это время как минимум от 6 до 14 повстанцев были убиты и около 200 получили ранения.
24 февраля сторонники Каддафи, вооружённые гранатомётами и миномётами обстреляли силы оппозиции, охранявшие аэропорт. В ходе боя повстанцы захватили зенитные пушки ЗПУ-4, использовавшиеся войсками правительства, и обратили их против лоялистов. Когда начался бой, курсанты школы ВВС, находившейся неподалёку, взбунтовались и помогли отрядам оппозиции захватить соседнюю военно-воздушную базу, где располагались силы, лояльные Каддафи. Затем восставшие повредили истребители, находившиеся на базе, чтобы их нельзя было использовать против сил оппозиции.
Вечером 25 февраля, второго дня боя, лоялистам при поддержке танков удалось отбить часть базы ВВС. Бой продолжался до полуночи, в ходе которого погибло как минимум 22 человека. Как минимум один танк лоялистов был подбит в результате двух дней боёв в аэропорту.
28 февраля
28 февраля стало известно, что повстанцы сбили вертолёт лояльных сил, который перед этим тремя ракетами разрушил радиостанцию. Экипаж вертолёта был взят в плен. Кроме того, правительственные силы предприняли новую попытку наступления в районе авиабазы, но она была отбита повстанцами. О потерях сил за этот день ничего неизвестно кроме информации, что 8 солдат правительственной армии попали в плен.
3 марта
3 марта два работника Красного полумесяца получили ранения от огня лоялистов, когда пытались унести тело человека, убитого у правительственной базы тремя днями ранее. К этому дню у повстанцев, находившихся на базе подходили к концу продовольствие и боеприпасы. Проправительственные силы, осаждавшие базу ВВС и военно-воздушную академию в пригороде Мисураты, напротив, получили подкрепления.

### Засада в центре города
6 — 7 марта
6 марта силы лоялистов предприняли попытку отбить Мисурату. В город вошли солдаты и бронетехника. Повстанцы позволили им дойти до центра города, чтобы окружить их. Семь танков и 25 бронемашин вошли в город и дошли до центра, где они оказались в ловушке. Повстанцы сумели отбить эту атаку. В ходе боя погиб 21 человек со стороны повстанцев и мирных жителей, в том числе 3-х летний мальчик. Со стороны лоялистов погибло 22 солдата, ещё 20 были взяты в плен. В тот же день государственные ливийские средства массовой информации объявили о взятии Мисураты правительственными войсками.
7 марта стало известно, что ООН призвала власти Ливии обеспечить доступ медиков и представителей гуманитарных организаций в Мисурату. Согласно сообщению ООН, в результате бомбардировки Мисураты сторонниками ливийского лидера множество людей получили серьёзные ранения. В сообщении говорилось о «раненых и умирающих», которые не могут получить медицинской помощи. Ливийское отделение Красного Креста пыталось переправить кареты скорой помощи из Триполи в Мисурату, чтобы перевезти тела мертвых и раненых. Точное число жертв неизвестно.

### Прибытие на фронт Бригады Хамиса
12 — 13 марта
12 марта лоялисты предприняли новую атаку на город, из своего лагеря, который располагался в 10—15 км от города. Оппозиционные силы, со своей стороны, начали создавать баррикады на улицах и проводить перегруппировку войск для отражения атаки со стороны сторонников Каддафи. Нападение было поддержано Бригадой Хамиса, которая прибыла к месту боёв после того, как взяла город Эз-Завия, но продвижение атакующих было остановлено после того, как часть солдат взбунтовалась и бежала. Как минимум 32 солдата покинули расположение своих частей и присоединились к повстанцам в городе. Несмотря на это, событие, лоялисты, полностью блокировали город со стороны суши. На следующий день правительственные танковые части снова двинулись вперёд, вступив в бой с повстанцами на окраине города. Во время боя некоторые мечети и жилые дома получили повреждения.

### Артиллерийские и танковые обстрелы города
16 — 18 марта
16 марта правительственные части вновь начали танковую атаку на город, бои завязались с новой силой. Повстанцы заявили, что за этот день им удалось подбить 16 танков противника и взять в плен 20 солдат правительственных частей. Однако подтверждения этому из независимых источников нет. О своих потерях повстанцы сообщили, что у них погибло 18 человек и 20 были ранены. Врачи Мисураты заявили, что за день боёв в городе погибло 60—80 солдат лоялистов.
В ночь на 17 марта артиллерия и танки начали массированный обстрел Мисураты. Обстрелы продолжались весь день. Также, 17 марта по заявлению государственного телевидения Ливии, правительственные войска взяли под контроль город, а Муаммар Каддафи заявил, что сопротивление будет подавлено до утра 18 марта. 18 марта министр иностранных дел Ливии Муса Куса объявил перемирие, в связи с тем, что Совет Безопасности ООН принял резолюцию, разрешающую военное вмешательство иностранных государств. Тем не менее, после этого заявления бои в городе шли ещё, как минимум, в течение четырёх часов. Неизвестно, было ли это преднамеренно сделано, или приказ просто не успел вовремя дойти до войск, сражавшихся в городе. К тому времени, когда было объявлено о прекращении огня, правительственные войска прорвали оборону повстанцев на окраине города, и при поддержке танков продвигались по улицам города. Также проводились повальные обыски, для ареста всех, кто замешан в связях с оппозицией. Видеозаписи, сделанные в городе, свидетельствуют о многочисленных разрушениях, в результате боёв, а также о четырёх подбитых танках и двух бронетранспортёрах.

### Продолжение боевых действий
19 — 22 марта
19 марта от огня снайперов в городе погибло двое человек и ещё семеро от огня артиллерии. В этот же день с помощью ракет «Томагавк», запущенных с американских кораблей и подводных лодок, был нанесён удар по лояльным Каддафи силам, расквартированным на территории авиабазы и военного училища за пределами города. Однако ущерб, нанесённый войскам лоялистов неизвестен.
20 марта бронетанковые части Каддафи вошли в центр города. В течение дня шёл тяжёлый бой. Танковые части осуществляли патрулирование занятых районов, кроме того, на рейде порта находились суда лоялистов.
21 марта 40 человек погибли и 300 получили ранения в результате огня лоялистов, когда они зачищали город от повстанцев. К этому дню главная улица города, называемая Триполи-стрит, была занята правительственными частями с помощью 200 солдат и трёх танков (Триполи-стрит идёт от шоссе на юго-западной окраине в центр города). Центр также был зачищен от повстанцев, где в течение дня оппозиционно настроенные горожане решили устроить демонстрацию протеста, но были обстреляны войсками лоялистов, как только демонстранты приблизились к ним. Ночью представитель правительства в Триполи заявил, что город полностью находится под контролем сил, верных Муаммару Каддафи. Однако из независимых источников информация не подтвердилась, также повстанцы в Мисурате опровергли данные сообщения. Видео из города, снятое в эти дни показывают, что силы оппозиции смогли подбить 6 танков правительства.
22 марта артиллерийский обстрел и огонь снайперов продолжился. Ранним утром пять человек, включая четырёх детей, погибли когда их машина попала под огонь. Они пытались покинуть зону боёв, оставив свои дома. Силы Каддафи стали сосредотачиваться вокруг бывшего госпиталя, который они превратили в свою базу. Ночью лоялисты захватили главную больницу города, на крыше которой снайперы оборудовали свои позиции. Силы оппозиции попросили прислать в порт города госпитальное судно, так как порт единственная часть города, которую они полностью контролировали, а раненым была необходима медицинская помощь, а оказать её уже было негде.

### Продолжение танковых атак и воздушные удары коалиции
23 — 29 марта
В ночь на 23 марта силы коалиции начали наносить удары по верным Каддафи войскам внутри самого города. По словам очевидцев было совершено не менее двух авиаударов. Силы Каддафи прекратили артиллерийские обстрелы города после воздушных ударов. Повстанцы утверждали, что в результате авиаударов были уничтожены танки лоялистов рядом с захваченной больницей и на окраине города. Однако на следующий день свидетели в городе пояснили, что танки уничтожены лишь на окраине города. В черте города ни одна бомба не попала в цель.
Силы Каддафи, тем временем, покинули главную больницу города, но вернулись вечером 23-го числа и в течение 40 минут с помощью танков и артиллерии обстреливали окрестности больницы. Наступление на больницу было вызвано тем, что там скопилось множество раненых повстанцев. Также в ночь с 23 на 24 к порту города подошли военные корабли лоялистов для его захвата.
В ночь с 23-го на 24-е марта войска, лояльные полковнику Муаммару Каддафи, возобновили наступление. В результате огня, открытого снайперами, в городе погибли не менее 16 повстанцев. Наступление на Мисурату возобновилось после того, как силы западной коалиции на ночь приостановили налеты на окрестности города. Также пришли сообщения от повстанцев и врачей, что силы Каддафи отошли от порта, тем самым повстанцы получили передышку, однако подтверждений этих данных из независимых источников не поступало. Тогда же, 24 марта, самолёт ВВС Ливии СОКО Г-2 Галеб был уничтожен французским истребителем в районе Мисураты. Представитель французских вооружённых сил подтвердил, что самолёт был уничтожен в аэропорту города с помощью ракет воздух-земля системы Armement Air-Sol Modulaire, уже после того как приземлился. Повстанцы заявили, что за день сумели уничтожить до 30-ти снайперов лоялистов и опять достичь центра города. Также стало известно, что по данным источника в медицинской службе Мисураты, за неделю боёв в городе погибли 109 и были ранены около 1,3 тыс. человек. Кроме того, на улицы города вошла бронетехника сил, лояльных полковнику Муаммару Каддафи. По сообщениям местных жителей, танки стояли в жилых кварталах и местном порту, что сильно затрудняло нанесение по ним ударов с воздуха. Кроме того, часть бронетехники разместилась у местной больницы и вела оттуда огонь по оппозиционерам. Во всем городе не прекращались перестрелки. Над некоторыми зданиями в городе были вывешены зеленые флаги сторонников Каддафи, над другими — триколоры повстанцев. Однако, в Триполи опровергли данные о том, что войска в Мисурате вели наступательную операцию, заявляя, что правительственные силы лишь принимают необходимые меры для самообороны.
25 марта город снова подвергся обстрелу, а вечером 10—12 танков лоялистов появились на улицах города. Они наносили удары по позициям повстанцев перед сменой позиции, опасаясь ударов с воздуха. Также не было до конца ясно, блокируется ли порт силами лоялистов или он в руках повстанцев.
26 марта начали новое массированное наступление на Мисурату, при поддержке наёмников, миномётного и танкового огня. Свидетели описывали ситуацию как «очень и очень тяжёлую». Кроме того по повстанцам вели огонь снайперы лоялистов. Как и в предыдущие дни, когда в небе над городом появились самолёты коалиции обстрел прекратился, а танки отошли с улиц. Министерство обороны Франции заявило, что их силы уничтожили пять штурмовых самолётов Г-2 Галеб и два ударных вертолёта МИ-35, на авиабазе Мисураты, когда те готовились принять участие в наступательных операциях в городе против повстанцев.
Силы Каддафи возобновили обстрел города из артиллерийских орудий, миномётов и танков на следующий день, 27 марта. Девять человек были убиты и 23 ранены от огня лоялистов, когда те наступали на город с запада. Однако вечером, как и раньше, силы лоялистов остановили обстрелы для того, чтобы избежать ударов с воздуха сил коалиции.
28 марта, в полдень по местному времени, силы Каддафи снова начали обстрел города. После того как обстрел прекратился, один из источников среди повстанцев подтвердил, что войска лоялистов контролируют часть города, и фактически Мисурата разделена на две части между лоялистами и повстанцами. Также повстанцы заявили, что подбили два танка неприятеля. Вечером этого дня, в город прибыли иностранные журналисты из Триполи, которые подтвердили, что часть города, в том числе Триполи-стрит, находятся под контролем сил правительства. Офицер сил правительства заявил, что в городе ещё остаётся около 100 повстанцев и борьба с ними идёт вокруг центра города. Репортёр CNN Ник Робертсон сообщил, что улицы Мисураты были в основном пусты, за исключением демонстрации сторонников Каддафи, численностью около 100 человек, и большого количества солдат. Анита Макнот из Аль-Джазиры заявила, что она как и остальные иностранные журналисты были в южной части Триполи-стрит, откуда до центра города около полутора километров, и центра города была слышна стрельба. Также в этот день Министерство обороны Великобритании заявило, что их самолёты во время вылетов уничтожили два танка и две бронемашины лоялистов недалеко от города.
29 марта верные Каддафи войска, в том числе Бригада Хамиса, начали наступление в городе, в западных и северо-западных его частях. Свидетели сообщали, что правительственные войска предпринимали массовые выселения людей из их домов. Повстанцы в городе также утверждали, что верные Каддафи части стреляли по гражданским лицам без разбора. В течение ночи шли тяжёлые уличные бои шли в микрорайоне города Аз-Завааби, в результате которых девять повстанцев были убиты, а пятеро получили ранения.

### Бои за центр города и порт
30 марта — 16 апреля
30 марта команде репортёров из CNN news удалось попасть в Мисурату и снять на видео сцены уличных боёв в городе, сильно повреждённые улицы, уничтоженный правительственный бронетранспортёр, подбитый из РПГ правительственный танк и раненных гражданских лиц в местной больнице.
31 марта местный врач, сторонник оппозиции, заявил, что силы Каддафи сохранили контроль только над Триполи-стрит. Тем не менее никто из независимых источников не подтвердил его слова. Представитель повстанцев заявил, что войска лоялистов использовали артиллерию для обстрела города. Он сообщил, что 20 гражданских лиц были убиты в городе в течение предыдущего дня, когда снаряды попадали в дома.
1 апреля силы Каддафи, заранее перегруппировавшись, начали наступление по Триполи-стрит в сторону центра города. Это атака была отбита, после чего лоялисты начали обстрел центра города из миномётов, артиллерийских орудий, танков и РПГ. Врач местной больницы сообщил, что порт находится в руках лоялистов, и что повстанцы удерживают лишь центр города. Однако, оказалось, что часть порта была в руках повстанцев, так как в него зашёл траулер с Мальты с необходимыми материалами для осаждённого города, и встал на разгрузку. Также в течение дня силы коалиции уничтожили авиаударом конвой лоялистов, перевозивший боеприпасы и состоящий из танка и нескольких военных грузовиков.
2 апреля представители повстанцев обнародовали обширный доклад о ситуации в городе, подкреплённый видео. Из-за сложности работы журналистов в Мисурате очень немногие положения из доклада могли быть подтверждены независимыми источниками. Повстанцы утверждали, что силы НАТО наносили авиаудары в этот день в основном в районе Абдул Рауф, который является южной частью Мисураты. Они также заявили, что проходили боестолкновения с лоялистами в Соува, в западном районе Мисураты, где по их словам им удалось подбить танк и убить шестерых солдат. Также по словам повстанцев снайперы покинули здание местной страховой компании, где была их база в течение многих дней, и перебазировались в здание суда. Повстанцы столкнулись со снайперами, когда те меняли дислокацию, и в результате боя, как сообщается погибли двое снайперов. Повстанцы блокировали здание суда с трёх сторон. В 15:30 в порту пришвартовались суда из Катара, которые доставили грузы, а также прибыл корабль из Турции, который взял на борт 250 раненых из Мисураты для доставки их на лечение в Турцию. То что Турция направила судно принять раненых из Мисураты, это та часть информации, которая была независимо подтверждена.
3 апреля по словам свидетеля из района города Аль-Калаа, повстанцы напали на войска Каддафи, расположенные в районе Тагхма, около пяти утра, заставив противника отступить в район Джфара после пятичасового боя. После этого войска Каддафи развернули в Джфаре установки Град, начав обстрел Аль-Калаа, уничтожая гражданские объекты и заставляя местных жителей спасаться бегством. Повстанцы утверждают, что они убили 26 солдат противника, среди них 9 снайперов. Представитель повстанцев также заявил, что обстрелу подверглась центральная больница города, в результате один человек был убит и ещё 22 получили ранения. Между тем 250 раненых, из более чем 450, находившихся в больнице в Мисурате были эвакуированы из города и взяты на борт медицинского судна Анкара. Анкара также доставила медикаменты для города. Кроме того, судно принадлежащие организации Врачи без границ, приняло на борт 71 раненого для отправки их в Тунис для лечения. Вечером войска Каддафи снова обстреляли порт, как это они делали в течение предыдущих нескольких дней, пытаясь уничтожить связь повстанцев с внешним миром.
Около 3-х утра 4 апреля танк лоялистов направился от окраины города в порт. Повстанцы преградили ему путь и после четырёхчасового боя заставили его повернуть обратно. В этот же день от артобстрелов города 5 человек погибло и 5 человек было ранено.
5 апреля бывший министр внутренних дел в правительстве Каддафи, перешедший на сторону оппозиции, Абдул Фатах Юнис подверг критике НАТО за то, что по его словам альянс предпринимает недостаточно усилий для того, чтобы предотвратить гибель гражданских лиц, которая происходит каждый день. Юнис также сказал, что в городе перекрыто водоснабжение силами Каддафи и воды катастрофически не хватает.
7 апреля огонь артиллерии лоялистов вынудил повстанцев временно закрыть порт для всех входящих судов. К этому моменту в руках повстанцев оставались только северная и восточные части города и порт. Тем не менее, британским судам с гуманитарной помощью, в которой очень остро нуждался город, удалось подойти к докам и выгрузиться в порту. В то же время, повстанцы вступили в бой со снайперами на Триполи-стрит, и по их словам им удалось ликвидировать несколько из них.
8 апреля лоялисты провели нападение на восточную часть города, продвигаясь в район Эскер. После тяжелых боев, они вынуждены были отойти. В то же время, повстанцы утверждали, что пытались отрезать базу снайперов лоялистов в центре города от остальной части своих сил, устанавливая большие контейнеры на Триполи стрит. Они также заявили, что они взорвали нижние этажи здания Тамин и таким образом блокировав десятки снайперов лоялистов на верхних этажах. По словам повстанцев, в ответ на попытки оппозиции блокировать Триполи-стрит лоялисты отправили в поддержку своих сил на главной дороге один или два танка. Позже в течение дня, лояльный войска провели ещё одну атаку, на этот раз в попытке получить полный контроль над дорогой Накл аль-Текил, связывающей центральную Мисурату и порт, который находится на северо-восточной окраине города. Бои за дорогу продолжались до вечера.
В ЮНИСЕФ была подтверждена информация, что дети были целью снайперов из числа сторонников Каддафи в течение всей битвы. Европейский союз заявил, что он готов к запуску «гуманитарной миссии» в Мисурате, что может потребовать военной поддержки (солдат на земле), но только при поддержке и с разрешения ООН.
9 апреля силы лоялистов продолжили свои нападения на город, атакуя с трех направлений. Триполи-стрит, дорога в порт и окрестности Карубы подверглись атаке. Наступление лоялистов было в конечном счете отражено ценой потерии 18-30 бойцов оппозиции убитыми. В тот же день группа иностранных журналистов, приехавшая в Мисурату по линии организованный правительством, попала под огонь повстанческого снайпера во время которого, один офицер сопровождавший журналистов был ранен. Журналисты видели по крайней мере два уничтоженных танка, и как им показалось стрельбу из РПГ на окраине города, когда они въезжали. Анонимный представитель НАТО заявил, что они уничтожили 15 и повредили девять танков лоялистов в районе Мисураты в предыдущие два дня, из которых пять были уничтожены британскими самолётами. Однако, не было никакого независимого подтверждения данной информации, хотя появились кадры одного уничтоженного танка. Кроме того, на следующий день, свидетели сообщили, что количество танков в городе увеличилось.

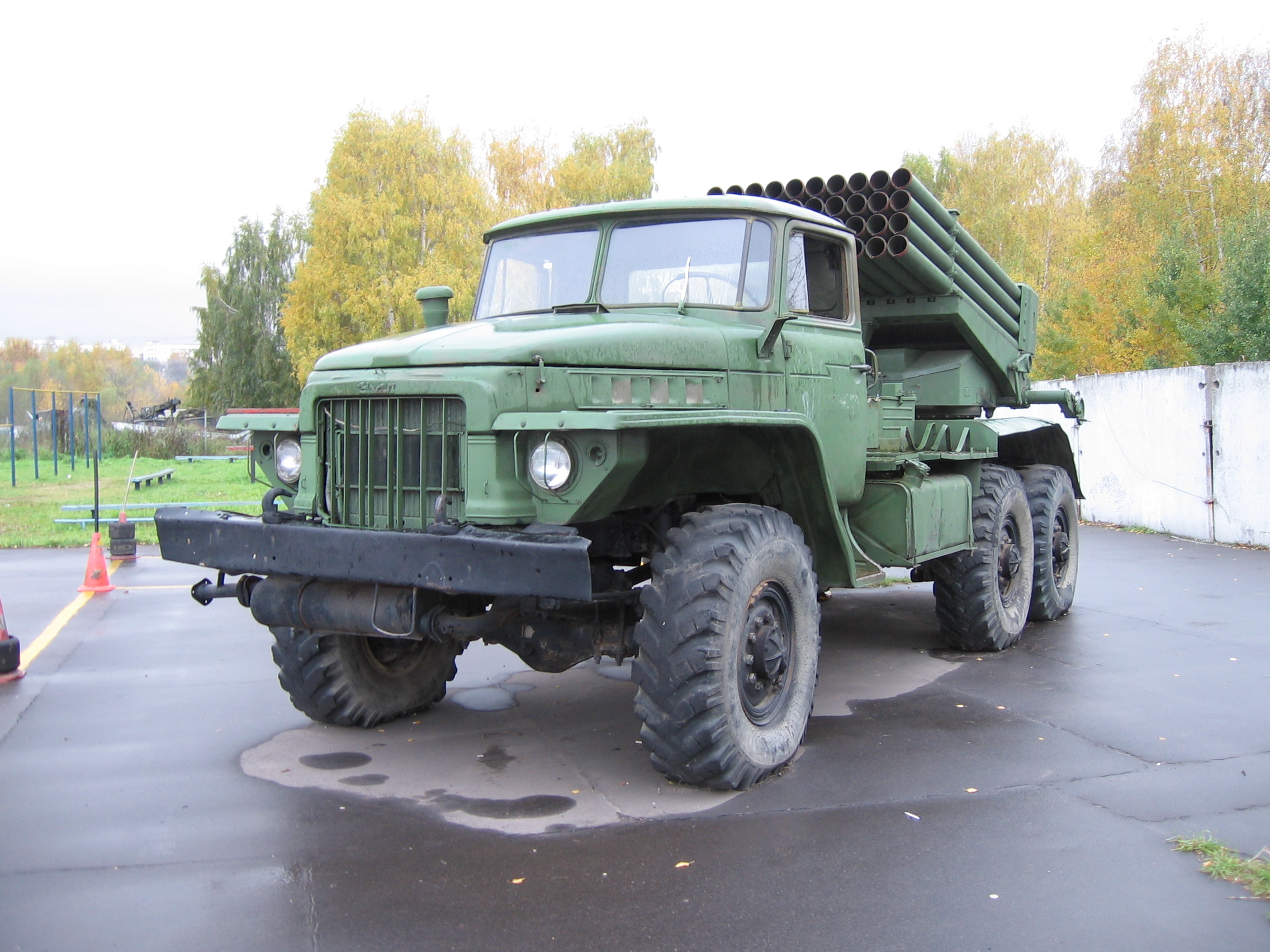
БМ-21 Град подобные этой использовались для обстрела города.

11 апреля повстанцы сообщили, что город по-прежнему подвергается сильному обстрелу и более 140 снарядов разорвалось в квартале недалеко от центра города. Они также заявили, что силы Каддафи начали использовать системы залпового огня Град для обстрела города. Тяжелые бои развернулись на восточном окраине и в центре города. Кроме того, ливийское государственное телевидение показало митинг за Каддафи на окраине города. В течение дня шесть человек погибли от обстрелов, в том числе ребёнок.
12 апреля появилось видео, показывающие разрушения на Триполи-стрит, подбитый танк, сильно поврежденные или разрушенные здания, а также перестрелку на дороге. Также повстанцы объявили, что они отразили две атаки сил Каддафи и улучшили свои позиции, в частности, на дороге в направлении порта.
13 апреля повстанцы заявили, что отбросили силы Каддафи на Западном фронте на 10 км к району Абу Рувайа, однако эти сообщения не могут быть проверены из-за отсутствия на месте боёв журналистов. Повстанцы также утверждали, что захватили в плен 12 солдат во время боя на главной улице города.
14 апреля повстанцы заявили, что силы Каддафи обстреляли десятками ракет Град жилой район недалеко от порта. Погибли по меньшей мере 23 мирных жителя и ранены около 100. Они также заявили, что пятеро гражданских лиц были убиты и 37 ранены накануне из-за артиллерийского огня. Повстанцы заявили, что они боятся резни в Мисурате, если силы НАТО не вмешаются более активно в ситуацию. Артиллерийский огонь также не позволил катарскому кораблю пришвартоваться в порту. Позже порт был закрыт после того как ему был нанесен значительный ущерб в результате ударов около 200 ракет Град, разорвавшихся на территории порта.
15 апреля лояльные войска начали очередное крупномасштабное наступление на город. Повстанцы утверждают, что правительственные войска обстреляли утром дорогу к порту, в результате погибли по меньшей мере восемь человек. С утра и до ночи правительственные войска обстреливали город с помощью танков, артиллерии, реактивных ракет, минометов и даже, якобы, кассетных бомб. Доклад о кассетных бомбах, которые запрещено применять в соответствии с международным правом в зонах боевых действий, населённых гражданскими лицами, был представлен организацией Human Rights Watch. Танки, при поддержки пехоты вошли в город, завязав тяжёлые уличные бои. Около трех часов дня над городом был замечен вертолет лоялистов, нарушивший зону запретную для полетов, который наводил на цели артиллерию. Сторонники Каддафи активно сражались на пути к центру города и сумели взять его под свой контроль, в то время как повстанцы по-прежнему цеплялись за территорию порта, также им удалось занять позиции вокруг одного из районов, который контролировали правительственные снайперы. Районы, занятые повстанцами, становилось всё более перенаселёнными в связи с тем, что туда бежали гражданские лица, спасающиеся от продвижения войск лоялистов. В целом, 16 человек были убиты в течение дня.
16 апреля тяжелый обстрел города продолжился, ракетные удары пришлись по промышленной зоне недалеко от порта. Погибли шесть человек, включая трех вооружённых повстанцев, и были ранены более 48. Другие видеозаписи из города показывают, что повстанцы воюют с лоялистами с помощью ручных противотанковых гранотомётов, бои идут на улицах города, и была уничтожена бронированная ремонтно-эвакуационная машина лоялистов.

### Успехи повстанцев и отступление лоялистов
17 апреля — 24 апреля
17 апреля уличные бои и обстрелы со стороны сил Каддафи усилились, погибло 25 человек, повстанцев и мирных жителей, было ранено около 100. Во время боёв за день, повстанцы смогли вытеснить лоялистов с обувной фабрики, с территории которой они обстреливали жилые районы в города, а потом сожгли здание, чтобы оно не могло быть снова использовано правительственными войсками. Они также пытались расширить территорию своего контроля вокруг Центрального продуктового рынка. Кроме того, со слов врачей и повстанцев следовало, что были уничтожены несколько танков ударом повстанцев против сил Каддафи на Триполи-стрит в районе Аль Гаруан в южной Мисрате, остановив большую их часть недалеко от главных позиций повстанцев, хотя по-прежнему продолжается борьба со снайперами по всей линии фронта. Тем не менее, не было никакой возможности проверить эти утверждения. Между тем появилось видео, где были запечатлены 22 танка Т-55 лоялистов, уничтоженные или поврежденные, предположительно в результате воздушных ударов НАТО по танковому соединению в Мисурате. Учитывая, что танки на видео были сгруппированы вместе, и это были старые модели, возможно они были в нерабочем состоянии до ударов.
18 апреля Европейский Союз рассматривал возможность развернуть до 1000 военнослужащих в небоевой наземной миссии в Мисурате, и как сообщается рассматривалась возможность развертывания без одобрения ООН. Число погибших от артиллерийский обстрела 17 апреля возросло до 25 человек, так как некоторые из пострадавших скончались от ран. Четверо гражданских лиц погибли 18 апреля от артиллерийских обстрелов. В то же время сообщалось об убийствах безоружных рабочих-мигрантов повстанцами. Британский репортер (Ким Сенгупта из «The Independent»), прибывший в Бенгази по морю из Мисураты описал страдания большого числа трудящихся-мигрантов, попавших в ловушку в Мисурате, в эфире BBC Radio 4. После упоминания жертв, погибших во время атаки правительственных сил он сказал о трудящихся-мигрантах, что «некоторые из них также погибли в столкновениях с повстанцами. Они протестовали против условий в которых они жили, требуя, чтобы они были репатриированы, пару раз это привело к тому, что повстанцы открывали огонь по людям на поражение». Во время боёв в городе за день, по крайней мере одна зенитная самоходная установка лоялистов Шилка была уничтожена. Всего потери повстанцев в Мисурате к этому дню достигли тысячи человек убитыми и три тысячи ранеными.
20 апреля по сообщениям информагентств 50 процентов Триполи-стрит находится под контролем лоялистов, в то время как остальные 50 процентов были в руках повстанцев. В тот же день стало известно, от внешнеполитического представителя повстанцев, что отряду повстанцев с востока страны удалось проникнуть в город, чтобы помочь местным повстанцам, оборонявших город. Отряд состоял из 10 человек, которые привезли 164 противотанковые установки. Командир повстанцев Камал Ходаифа сообщил, что целью отряда была подготовка местных повстанцев тактике противотанковых атак. Два фоторепортёра, Тим Хетерингтон (известный по сотрудничеству с создателями номинированного на Оскар документального фильма Restrepo) и Крис Хондорс, погибли в результате минометного обстрела 20 апреля при выполнении журналистского долга близко к линии фронта. Также в течение дня погибли семь ливийских гражданских лиц и один украинский врач. Кроме того отряды повстанцев предотвратили попытку правительственных войск отрезать местный порт от основной части города. Сторонники Муаммара Каддафи попытались взять под свой контроль дорогу, которая идет от центра города на восток, к порту, однако эта атака была отбита.
21 апреля трое повстанцев были убиты и 17 ранены из-за минометного обстрела, шедшего ночью. После нескольких недель бесплодных попыток повстанцы выбили сторонников Муаммара Каддафи из самого высокого здания города — офиса местной страховой компании и прилегающих к нему построек. Поскольку крыша офиса была самой высокой точкой города, оттуда простреливались жилые кварталы на сотни метров вокруг. Кроме того, правительственные войска вели оттуда наблюдение за перемещениями групп повстанцев, а также наводили на цель артиллерию и минометы. Из семи бойцов лоялистов, которые были в доме: двое погибли, трое были взяты в плен и двое сумели скрыться. На подступах к зданию были подбиты несколько танков. Кроме того арабский телеканал Al Jazeera сообщил, что повстанцы взяли под контроль большую часть западной части Мисураты. The Guardian и BBC подтвердили, что северо-западная часть Мисураты находится под контролем повстанцев. Однако юго-западная все ещё находится в руках лоялистов. Позже в течение дня повстанцы пытались атаковать здание, занимаемое солдатами лоялистов, но попали в засаду устроенную правительственными войсками, которые находились в соседних зданиях, в результате чего четыре повстанца погибли. Всего девять повстанцев были убиты в течение дня.
22 апреля силы подконтрольные Муаммару Каддафи решили покинуть Мисурату. Об этом сообщил заместитель министра иностранных дел Ливии Халед Каим. По его словам, правительственным войскам дана инструкция: покинуть город и предоставить местным племенам уговорить мятежников сдаться. Если переговоры не достигнут цели, воевать с повстанцами также придется местным племенам. Решение о выводе правительственных войск из города связано с авиаударами, которые по позициям сил Каддафи наносят самолёты НАТО. Из-за бомбардировок армия не может добиться победы над повстанцами. Это заявление прозвучало после того, как повстанцам удалось ликвидировать несколько опорных пунктов сил Каддафи в нескольких местах недалеко от центра города, который лоялисты обороняли в течение нескольких недель.
23 апреля ливийская армия начала вывод войск из Мисураты после побед повстанцев. Представитель правительства заявил, что решение было принято в ответ на «просьбу племен», которые «сами обо всём позаботятся». Однако бои все ещё происходят, повстанцам удалось захватить западный мостовой переход в городе, превратив западные ворота поле битвы, в результате которой 13 повстанцев были ранены и 12 раненых лоялистов попали в плен. Один раненый солдат правительства доставленный в больницу подтвердил, что они получили приказ отступать. Захваченный солдат сказал, что победа повстанцев на мосту стала возможна из-за того, что они устроили засаду на правительственных солдат, пока они были заняты отступлением. Он также подтвердил, что лоялисты потеряли контроль над Мисуратой. Повстанцы также первоначально утверждали, что им удалось захватить брошенную больницу, которую силы Каддафи использовали в качестве базы. Однако позже это было опровергнуто корреспондентом телеканала Al Jazeera, который заявил, что в больница по-прежнему находится под контролем лояльных сил, но подвергается нападениям оппозиционных сил. 28 человек были убиты в течение дня и более 100 были ранены в результате уличных боёв, в то время как правительственные войска выходили из города и в связи с минами-ловушками оставленными отступающими солдатами. 25 погибших были повстанцами.
24 апреля город подвергся тяжелой бомбардировке, по словам представителя повстанцев: «бригады Каддафи начали случайные обстрелы рано утром. Бомбардировка продолжается. Она нацелены на город, в основном на Триполи-стрит, а также на три жилых района». Самолёты НАТО летали над городом, но не было никаких признаков ударов с воздуха. В тот же день повстанческие войска захватили главный госпиталь города, где 300—400 их сторонников находились на лечении несколько недель. Сторонники Каддафи отступили к окраине города. По крайней мере пять танков, которые были спрятаны в гаражах в больнице от атак НАТО, были сожжены повстанцами после того, как они захватили здание. 20 человек погибли в результате артиллерийского удара в ночь на 24-е число и в результате боёв в течение дня, а в общей сложности 48 повстанцев и гражданских лиц погибли в предыдущие два дня. Также ливийские повстанцы распространили заявление, что войска Муаммара Каддафи отступили из Мисураты и город полностью находиться под их контролем. Однако официальный Триполи опроверг данное заявление. Заместитель министра иностранных дел Ливии Халед Каим заявил, что войска приостановили операцию против повстанцев, но остаются в городе.

### Бомбардировка города, частичная блокада порта, повстанцы занимают аэропорт
25 апреля — 15 мая
25 апреля правительственные войска нанесли ракетный удар по ливийскому городу. Сообщалось об около 30 убитых и 60 раненых. Нападение на Мисурату было совершено вскоре после того, как власти заявили о выводе своих войск из города и отправке туда для переговоров лидеров местных племен. Как заявили представители лоялистов по городу был нанесен удар, однако он стал лишь ответом на агрессию самих повстанцев.
26 апреля несколько неуправляемых ракет, выпущенных реактивной системой залпового огня «Град», разорвались в порту Мисураты. В результате обстрела получили ранения несколько африканских гастарбайтеров, разбивших там лагерь в ожидании эвакуации. Пассажирское судно, зафрахтованное Международной организацией по миграции, в результате обстрела было вынуждено остаться на рейде порта, не подходя к его причалу. Повстанцы сообщили, что силы Каддафи обстреляли порт и начали новый штурм в попытке взять его под контроль. Вечером того же дня сторонники полковника Каддафи предприняли атаку на морской порт, однако она была отбита благодаря серии авиаударов со стороны авиации стран НАТО. Боевые самолёты уничтожили 37 машин, на которых лоялисты приближались к порту, где после массированного ракетного обстрела царила паника. Уцелевших после авиаудара сторонников Каддафи обратили в бегство отряды местных жителей.
27 апреля повстанцы в первый раз за два месяца вышли на территорию овощного рынка, где силы лоялистов размещались во время большей части сражения, пока не были вынуждены отступить. Пять танков, одна мобильная система ПВО и один бензовоз остались уничтоженными на рынке после воздушных ударов авиации НАТО. Также в течение дня в результате бомбардировки, которой авиация стран НАТО подвергла город, погибли 12 повстанцев. Ещё пятеро повстанцев получили ранения. Группа повстанцев находилась на морском берегу недалеко от сталелитейного завода, когда в небе над ними появился самолёт и нанес по людям удар. Официальный представитель НАТО Эрик Поувел, к которому журналисты обратились за комментариями, сказал, что ему пока ничего не известно о произошедшем. На следующий день местный врач заявил, что ночью помимо прочего семь повстанцев были убиты и четверо ранены, когда ракетно-артиллерийский обстрел накрыл контрольно-пропускной пункт повстанцев.
29 апреля убедившись, что порт теперь в безопасности повстанцы начали атаковать аэропорт, после того как силы Каддафи отошли обратно на окраину Мисураты. Однако танковые части лоялистов провели упреждающий удар на окраине юго-западной части города, атаковав деревню Завияат аль-Махджуб, где были сосредоточены около 50 повстанцев. 15 человек были убиты и 80 ранены в боях за день, большинство из них повстанцы. В течение дня силы, лояльные Каддафи, поставили морские мины перед гаванью в попытке заблокировать порт. Кораблям НАТО удалось нейтрализовать две из них, а третья впала в дрейф и силы НАТО не смогли её найти, в результате порт был закрыт для всех морских перевозок. Также руководители повстанцев в Мисурате после завершения очистки города от остатков правительственных войск собрались предпринять марш на столицу Ливии — Триполи. По сообщениям журналистов повстанцы способны собрать несколько тысяч бойцов, вооружённых автоматами и винтовками, а также ракетными установками и тяжелыми пулеметами, установленными на внедорожниках. Однако отмечено, что выполнение подобной задачи не будет лёгким, поскольку воевать на открытой местности повстанцам будет намного сложнее, чем в городе, который они прекрасно знают. Также сообщается, что войска оппозиции продвигаются в западном и южном направлении. Особенно ожесточенные бои идут к югу от города — в районе аэропорта. Именно туда отступили войска Каддафи после поражения в самом городе. На западном направлении продвижение повстанцев было остановлено несколькими танками лоялистов.
30 апреля несколько очевидцев сообщили о тяжелом обстреле жилых районов города. Одна из них заявил, что обстрел вероятно шёл из Военно-воздушной академии. Собеседник насчитал более 50 взрывов. Мисурата попала под обстрел также поздно ночью и рано утром на следующий день. Также войска Каддафи были впервые замечены в противогазах, которые были распространены на них в тысячами, это вызвало страхи о подготовке лоялистов к применению химического оружия.
2 мая, утром, танки лоялистов попытались войти в Аль-Гиран, юго-западный пригород города рядом с аэропортом. Об этом заявили источники в медицинских учреждениях города, по их словам с 24 апреля в пригороде 110 гражданских лиц и повстанцев были убиты и более 350 получили ранения.
4 мая войска Каддафи убили пять человек при обстреле территории порта в Мисурате. «Взрывы вызвали много жертв среди ливийцев и людей других национальностей, ожидавших эвакуации», заявил Джемаль Салем, представитель повстанцев, сообщил Reuters. «Пока мы насчитали пять убитых и машины скорой помощи спешат на место происшествия для эвакуации пострадавших», добавил он. Однако морской порт Мисураты начал принимать суда. В гавань зашёл паром «Ред Стар» (Red Star), зафрахтованный Международной организацией по миграции. До этого он несколько дней провел в открытом море, поскольку войска Муаммара Каддафи вели ракетно-артиллерийский обстрел гавани. Кроме того, свободному проходу судов мешали подводные мины, установленные лоялистами на входе в порт. Суда получили разрешение на заход в гавань после того, как натовские специалисты обезвредили мины, а самолёты уничтожили ракетные и артиллерийские установки, которые вели обстрел. На пароме Мисурату покинут более 900 рабочих из различных африканских стран, заблокированных в порту после начала гражданской войны в Ливии. Также эвакуации в Бенгази подлежат местные жители — раненые, женщины, старики и дети. В Мисурату «Ред Стар» доставил груз продовольствия, питьевой воды и медикаментов. В самом городе ситуация стабилизировалась. Это стало возможным после того, как центр города был очищен от правительственных войск. Интенсивность артиллерийских и ракетных обстрелов жилых кварталов также существенно снизилась. Повстанцы объясняют это тем, что им удалось отогнать противника от Мисураты на расстояние, откуда артиллерия до центра города уже не достает. Порт является стратегически важным как для защитников города, так и для войск Каддафи. В условиях наземной блокады он остаётся единственным путём снабжения горожан всем необходимым.
5 мая лоялисты выпустили около 20 ракет по району порта. Один повстанческой пикап, патрулирующий территорию, был поражен одной из них, двое повстанцев были ранены.
7 мая войска Каддафи использовали преобразованные гражданские самолёты для атаки цистерн с топливом, которые контролировали повстанцы, успешно уничтожив все восемь из них. НАТО также подтвердил, что силы Каддафи с помощью вертолетов устанавливают мины в гавани.
8 мая завязались тяжелые бои возле аэропорта города и в курортной зоне Бургуия на западной окраине. Также ливийские войска возобновили бомбардировки осажденного города. Согласно заявлению повстанцев, запасов воды и продовольствия в городе осталось на один месяц. Несмотря на то, что порт возобновил прием судов, из-за непрекращающихся обстрелов со стороны правительственных войск поступление гуманитарной помощи по-прежнему затруднено. Повстанцы подтвердили, что в течение двух недель они дождались только двух судов с гуманитарной помощью. Кроме того запасы топлива достигли опасно низкого уровня, так как все восемь основных топливных цистерн были уничтожены лоялистами при помощи атак с воздуха днём ранее.
9 мая AFP сообщило, что повстанцам удалось взять под контроль прибрежную дорогу вблизи Мисураты вплоть до деревни Дафния, в 20 км к востоку от города Злитен, а также продвинуться вперёд в юго-восточных районах Мисураты.
10 мая повстанцы сообщили, что продвигаются вперёд в районе Аль-Хиран, где они окружили аэропорт и здание академии ВВС, а также почти все окружающие объекты, где находятся войска Каддафи.

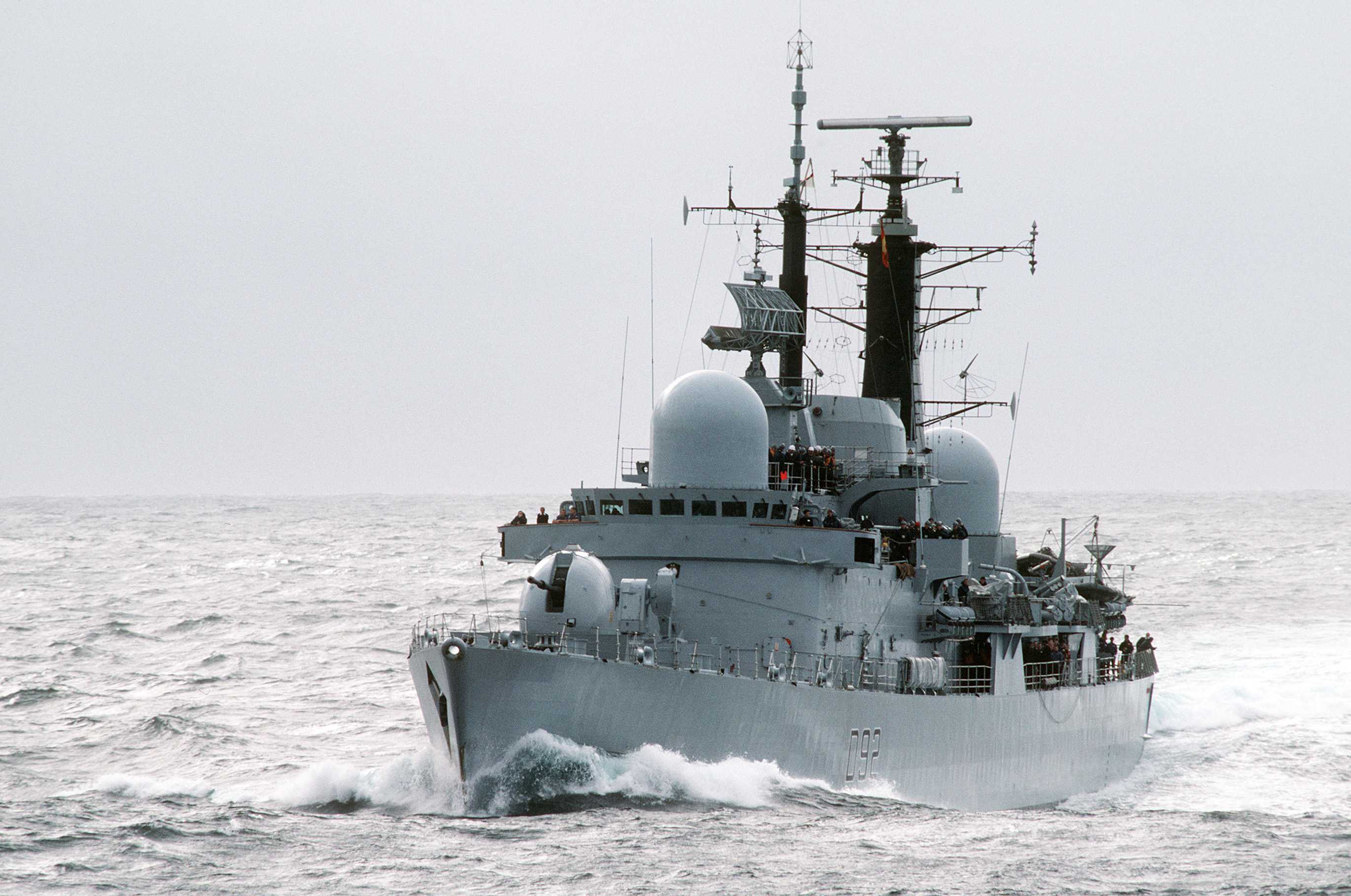
HMS Ливерпуль, эскадренный миноносец типа 42 королевского военно-морского флота Великобритании на который напали силы Каддафи на море и с суши во время битвы за Мисурату

11 мая ливийские повстанцы отбили у войск сторонников Муаммара Каддафи аэропорт Мисураты. Бои продолжались всю ночь. К середине дня противникам ливийского лидера удалось взять под контроль почти весь периметр аэропорта, кроме его южной части. В ходе противостояния повстанцы захватили около 40 ракет «Град», а также несколько танков, которые лоялисты оставили при отступлении. Сообщается, что бронемашины были сожжены. Упорная борьба шла за здание терминала аэропорта. Сопротивление продолжилось в военной авиабазе, прилегающей к гражданскому аэропорту, однако и она оказалась под полным контролем повстанцев. В тот же день повстанцы заявили, что находятся в 9,5 километрах от города Злитен, однако позже это было опровергнуто, они по-прежнему находились в 24 км города. Также повстанцы распространили заявление, что в течение двух дней боёв в аэропорту они потеряли пять своих бойцов убитыми и 105 ранеными. Через несколько часов после битвы в аэропорту, НАТО заявило, что эсминцы Шарлоттаун, Ливерпуль, а также французский военный корабль заметили целый ряд небольших быстроходных катеров лоялистов, которые готовились к нападению на порт, в то время как повстанцы там отмечали успехи, однако поняв, что их заметили лодки лоялистов были вынуждены остановить свою атаку, и пойти в сторону берега, прикрывая своё отступление огнём из артиллерии и зенитных пушек в сторону кораблей коалиции. Лоялисты предприняли попытку установки мин, используя для этого лёгкие катера. Корабли НАТО вынуждены были сблизиться с берегом и открыть огонь по катерам, пытавшимся прорваться к порту Мисураты. В результате корабли неожиданно попали под обстрел замаскированных береговых батарей Каддафи. Не исключается также, что катера сознательно вызывали огонь на себя, выманивая военные суда на ту дистанцию, с которой береговая артиллерия в состоянии их поразить.
12 мая заявление повстанцев о взятии ими аэропорта Мисураты было опровергнуты правительством Ливии. Также во время боев на западной окраине Мисураты по меньшей мере один танк лоялистов был подбит.
13 мая по данным оппозиции Мисурата находится почти под полным контролем повстанцев. Бои идут в южном пригороде Хизам, на юго-востоке в районе сельхозугодий Замеена, и к западу от Дафнии. Также по сообщениям AFP повстанцы продвинулись на 20 км на восток, подойдя к Таверге. Также по сообщениям повстанцев они подошли к Злитену. Однако независимых подтверждений этому нет. Корреспонденты в рядах повстанцев утверждают, что те даже отступает от своих предыдущих занятых позиций, которые они захватили в течение предыдущих двух дней.
15 мая повстанцы установили полный контроль над центром города, аэропортом, южной, юго-западной и юго-восточной частями города, находящимися под контролем сторонников Муаммара Каддафи с марта по май 2011 года. Кроме того они перерезали шоссе, связывающее Триполи и Сирт. Повстанческие части занятии населённый пункт Дафния и подошли к городу Злитен на западе, на юго-восточном направлении продвинулись к населённому пункту Таварга. Повстанцы заявили, что полностью контролируют ситуацию в городе, боевые действия в нём более не ведутся. Также повстанцы заявили, что не будут пока штурмовать Злитен из-за риска высоких потерь.

## Последствия
16 мая корабли НАТО в Ливии перехватили возле порта Мисураты катер со взрывчаткой. В командовании полагают, что с помощью заминированного катера силы Муаммара Каддафи намеревались уничтожать суда, направляющиеся в порт. Как говорится в заявлении НАТО, корабли альянса заметили в море два катера, направлявшихся в сторону порта. При приближении кораблей один из катеров ушёл, второй был покинут командой, и его удалось проинспектировать. На борту было обнаружено около тонны взрывчатых веществ и два манекена. Военные заключили, что катер предполагалось взорвать при приближении кораблей или судов. Заминированное плавсредство было уничтожено огнём из корабельных орудий. Также пресс-секретарь повстанческих сил в Бенгази заявил, что оппозиционные силы разбили две бригады сил Каддафи, расположенной в Злитене, в открытом бою на шоссе. Тем не менее, он противоречил сам себе, говоря, что бой все ещё продолжается. Кроме того журналисты на месте и другие независимые источники не могли подтвердить данное заявление на том основании, что повстанцы не пускали их в район боевых действий по причине того, что там опасно.
17 мая государственное телевидение Ливии сообщило, что верные Муаммару Каддафи войска подбили боевой корабль НАТО в Средиземном море в районе Мисураты. Заявлено, что огонь был открыт после того, как судно альянса обстреляло западные районы этого города. В заявлении указывается, что подконтрольные ливийскому руководителю вооружённые силы «нанесли серьёзный урон» кораблю. НАТО опровергла это заявление, назвав его «полностью выдуманным». Организация сообщила, что «ни один из военных кораблей НАТО не находится на столь близком расстоянии от береговой линии, чтобы войска Каддафи могли обстрелять его и нанести какие-либо повреждения».
Спорадические бои ещё продолжались в течение некоторого времени после того, как повстанцы установили полный контроль над городом в связи с тем правительственным войска до сих пор окружали Мисурату со всех сторон. За более чем месяц, тяжелые боевые действия и обстрелы бушевали в Дафнии и Таверге.
7 июня силы лоялистов начали наступление на Мисурату. Город подвергся массированному ракетно-артиллерийскому обстрелу. Несмотря на потери среди повстанцев, в том числе убитыми и ранеными, они смогли сдержать натиск противника. Затем подразделения ливийской Национальной освободительной армии (самоназвание повстанческих формирований) отразили атаку на город. С приходом подкреплений из Мисураты повстанцы перешли в контр-атаку, и лоялисты, неся потери, отступили. Сообщается, что они оставили на поле боя тела убитых и раненых, а также подбитую бронетехнику.
21 июня сторонники Каддафи выпустили четыре ракеты Град по центру Мисураты. О жертвах не сообщается.
19 июля в аэропорту Мисураты приземлился первый самолёт из Бенгази с продуктами и боеприпасами на борту. До этого времени снабжение блокированного города осуществлялось только морским путём.
16 августа представитель ливийского правительства Мусса Ибрагим заявил, что правительственные войска отбили Мисурату, хотя независимые средства массовой информации опровергли данное утверждение. Радио, контролируемое повстанцами, заявило 17 августа, что повстанческие силы наступают к югу в сторону города Бани Валид, доказывая, что утверждение сторонников Каддафи о захвате города не соответствует действительности.

## Потери

### Число убитых и раненых
Данные о количестве людей, погибших в ходе трехмесячной осады разнятся. Начальник госпиталя Мисураты, д-р Мохаммед Фортиа заявил, что до 30 марта 398 повстанцев и гражданских лиц были убиты. Позже тот же Фортиа сообщил, что 257 повстанцев и мирных жителей были убиты до 10 апреля. Всего четыре дня спустя, 14 апреля, другой врач сказал, что 700 повстанцев и мирных жителей погибли в ходе двухмесячной осады. Никакого объяснения расхождению в цифрах представлено не было. Число убитых мирных жителей по сравнению с числом убитых повстанцев также разнилось, один врач в городе утверждал, что 80 процентов погибших были гражданскими лицами, в то же время член медицинского комитета Мисураты заявил, что до 21 апреля 365 человек были убиты, из которых по меньшей мере 85 процентов были гражданскими лицами. На основе различных данных, полученных во время боёв, примерно о трёх четвертей (по нижней планке) до одной пятой (по высшей планке) из убитых были вооружёнными повстанцами, а остальные были гражданскими лицами. Лоялисты также потеряли по меньшей мере 358 убитых, судя по данным, основанным на сообщениях повстанцев. Число раненых также достоверно неизвестно. Фортиа сообщил о 949 раненых повстанцах и мирных жителях (при этом только 22 из них женщины и восемь детей) на 10 апреля в то время как ранее их число называлось около 1 400. 21 апреля медицинская комиссия города заявила, что 4 000 человек были ранены за время боёв.
9 сентября министр здравоохранения НПС сообщил, что по крайней мере 2 000 повстанцев и гражданских лиц были убиты в районе Мисураты с начала войны и по крайней мере 900 получили ранения, которые привели к потере конечности.

### Морская эвакуация из города
После того как НАТО создало над Ливией бесполётную зону началась международная деятельность по эвакуации морем 14 000 мигрантов и сотен раненых в ходе боевых действий повстанцев и гражданских лиц.
18 марта на марокканском пароме прибыли в Танжер 1 800 мигрантов, в большинстве своём марокканцы, после того как их эвакуировали из Мисураты на предыдущей неделе.
2 апреля турецкое судно эвакуировало из города 250 человек, получивших ранения. На следующий день тунисский корабль забрал ещё 71 раненого.
9 апреля два катарских судна эвакуировали 1 800 египтян из города и 11 апреля турецкий корабль эвакуировал ещё 1 000.
14 апреля катарский корабль и корабль зафрахтованный организацией Врачи без границ должны были войти в порт. Катарское судно должно было взять на себя не менее 800 мигрантов, а другой корабль был готов для эвакуации 165 раненых. Тем не менее, корабли не смогли встать под загрузку из-за тяжелого ракетного обстрела порта и значительных разрушений в гавани. Тем не менее, вечером этого дня греческий паром подошёл к причалу с целью забрать иностранцев в Бенгази, откуда они прибудут в Египет. На следующий день после выгрузки 400 тонн гуманитарных поставок, корабль ушёл с 1182 мигрантами на борту, в основном из Бангладеш и Египта. Позже кораблю Врачей без границ удалось также пришвартоваться и эвакуировать 99 человек, 64 раненых из них в Тунис.
18 апреля были эвакуированы 971 человек, большинство из них были мигрантами, в том числе 650 граждан Ганы, а также граждане других государств, такие как филиппинцы и украинцы, среди них были и 100 ливийцев, в том числе 23 раненых. Позже в течение дня другой корабль Международного Красного Креста принял на борт 618 мигрантов.
20 апреля два зафрахтованных катарских судна эвакуированы почти 2 500 человек. Они прибыли на следующий день в Бенгази, на одном было 1 500 человек, в том числе 150 раненых, на другом судне 950 человек. Позже в течение дня греческий паром Ionian Spirit также прибыл в Бенгази с 1 000 человек на борту, в том числе с 239 ливийскими гражданскими лицами, а остальные были мигрантами, в основном из Нигера. Среди этих 1 000 были также 31 раненый, включая четырёх инвалидов.
24 апреля кораблями из города были эвакуированы 1 000 человек, в том числе мигрантов и некоторых раненых. Катарский корабль также принял 90 раненых для отправки в Тунис.
25 апреля около 1 000 мигрантов, большинство из них нигерийцы, и 17 раненых были эвакуированы из города.
27 апреля корабли Международного Красного Креста и Международной Организации Труда эвакуировали большое количеств людей из города. Судно МКК эвакуировало более 600 мирных жителей, а паром МОТ принял на борт 1 091 человек, в том числе более 800 мигрантов (большинство из них из Нигера) и 30-55 раненых жителей Мисураты.
4 мая корабль МОТ пришвартовался в порту, несмотря на мины в море и массированный артиллерийский обстрел, и взял на борт 800 — 1 138 людей, опять же главным образом мигрантов (последний подобный рейс), среди которых были по меньшей мере 36 тяжелораненых.
12 мая судно с 108 беженцами из Мисураты, в том числе 25 ранеными, прибыло в Бенгази.